# Cereopsius pulcherrimus
Cereopsius pulcherrimus là một loài bọ cánh cứng trong họ Cerambycidae.